# Hans-Ferdinand Angel
Hans-Ferdinand Angel (* 1955 in Ottobeuren) ist ein deutscher Religionspädagoge mit dem Schwerpunkt Religionspsychologie.

## Akademischer Werdegang
Von 1976 bis 1981 studierte er Theologie und Latein für das Lehramt an Gymnasien in Regensburg und Paris. 1984 legte er das zweite Staatsexamen (Unterrichtserlaubnis für die Fächer Theologie, Latein und Geschichte an Gymnasien) ab. Nach der Promotion 1988 zum Thema „Naturwissenschaft und Technik im Religionsunterricht“ gründete er 1988 das Unternehmen EcclesiaData GmbH. Nach der Habilitation 1994 zum Thema „Der religiöse Mensch in Katastrophenzeiten. Religionspädagogische Perspektiven kollektiver Elendsphänomene“ übernahm er 1996 die Vertretung der Professur für Religionspädagogik an der Technischen Universität Dresden. Im Jahre 1997 wurde er als Professor (ordentlicher Universitätsprofessor) für Katechetik und Religionspädagogik an die Universität Graz berufen. Von 2007 bis 2013 war er Mitglied des Editorial Board Encyclopedia of Sciences and Religion (Springer Verlag). 2023 wurde er emeritiert.

## Engagement
Angel war während der Auseinandersetzungen um den Bau der Wiederaufbereitungsanlage Wackersdorf (WAA) Sprecher des Regensburger Arbeitskreises Theologie und Kernenergie. „Über 10.000 Jahre strahlt der Atommüll, das ist eine Ewigkeit und Ewigkeit ist etwas, das nur Gott zukommt“, sagte Angel 1986 als wissenschaftlicher Assistent für katholische Theologie an der Universität Regensburg. Damit verwies er auf das Problem potenzieller Irreversibilität technologischer Entwicklung sowie deren gesellschaftliche Langzeitfolgen. Mit dieser in Zeiten von big science brisant gewordenen Problematik beschäftigte sich Angel auch in seiner Dissertation. Seine kritisch-skeptische Sicht auf einen blinden Fortschrittsglauben, die heute etwa auch von den MIT-Ökonomen (Massachusetts Institute of Technology) Daron Acemoglu und Simon Johnson vertreten wird, sensibilisierte ihn ganz generell dafür, welche Bedeutung dem Glauben bei Entscheidungen zu technologisch-ökonomischen Entwicklungen zukommt. Hier liegt eine der Wurzeln für das spätere Credition Research Project.
Als Beitrag zur Profilbildung der Karl-Franzens Universität Graz, die sich mit einem expliziten Schwerpunkt auf Südosteuropa ausrichtete, entwickelte Angel das Konzept der Summer University Europa Süd/Ost (EuroS/O). Beeinflusst war sein Ansatz unter anderem von der Versöhnungsarbeit der Nagelkreuzzentren, die an der Kathedrale von Coventry ihren Ursprung hat und vom Benediktinerkloster in Angels Heimatortes Ottobeuren mitgetragen wird. Über zehn Jahre hinweg (2001 – 2011) kamen Jugendliche aus den verschiedenen Ländern Südosteuropas (sowie aus anderen östlichen Ländern wie Tschechien, Polen, Ukraine und Russland) an die Grazer Universität, um sich nach dem Fall des Eisernen Vorhangs mit Jugendlichen aus Österreich und Deutschland zu treffen. Sie entwickelten gemeinsam Überlegungen zu den jährlich wechselnden zukunftsrelevanten Themen wie etwa Vielfalt der Kulturen und Religionen – Last oder Reichtum?, Bewusstsein - Ökologie – Technologie, oder How to create a common future: regional Energy. Die Umsetzung des Konzepts EuroS/O wurde auch zu einem weiteren Impuls für das spätere Credition Research Project. Die internationalen Begegnungen mit ihrer Vielzahl von Muttersprachen machten nämlich erlebbar, wie sehr das kulturelle Selbstverständnis der Jugendlichen von Glauben beeinflusst war – wobei sich Glaube gerade auch in seiner nicht religiösen Erscheinungsform (z. B. als Glaube an die Vorherrschaft von nationalen Entitäten) bemerkbar machte.
Die Profilbildung seiner Universität unterstützte Angel auch dadurch, dass er als Dekan der Katholisch-Theologischen Fakultät (2007 – 2013) intensiv den sogenannten Grazer Prozess förderte. Dieser war im Anschluss an die in Graz veranstaltete Zweite Ökumenische Versammlung (1997) von der Fakultät auf Betreiben von Philipp Harnoncourt und Grigorios Larentzakis ins Leben gerufen worden. Das Anliegen des Grazer Prozesses war es – analog zum Bologna Prozess und mitgetragen von der Konferenz der Europäischen Kirchen (KEK) – die strukturelle Zusammenarbeit der europäischen Theologischen Fakultäten konfessionsübergreifend weiterzuentwickeln. Unter Angels Dekanat wurden zwei große Konsultationen veranstaltet: „Gefährdet oder gefragt? Die akademische Theologie in Europa zwischen Bildung, Wissenschaft und Forschung“ (2010) und „Die Menschenwürde in der Krise? Wirtschaftliche, psychologische und soziale Herausforderungen“ (2013). Auf beiden Konsultationen waren jeweils rund sechzig Vertreter von Fakultäten aus ganz Europa vertreten. Um die Friedensinitiative des Serbischen Patriarchen Irinej (1930-2020) zu unterstützen, initiierte Angel im Jahre 2012 eine Konferenz in Sofia. In einer Kooperation von Grazer Prozess und Pro Oriente wurde ein entsprechendes Unterstützungs-Communiqué verabschiedet: „Tolerance within the churches - Tolerance supported by the churches“. In diesem Zusammenhang konnte er in seinem Vortrag „Psychodynamics of Tolerance. The Role of Credition“ erstmals darauf aufmerksam machen, dass auch für das ökumenische Gespräch ein großes Potential darin besteht, ein Verständnis für die Dynamik menschlicher Glaubensfähigkeit (Credition) zu entwickeln.

## Forschung
International bekannt wurde Angel vor allem als Initiator und Leiter des Credition Research Project. Dieses ist Folge und Ergebnis seines wissenschaftlichem Grundanliegens, nämlich die Überwindung jenes weit verbreiteten Sprachverhaltens, das fatalerweise weder in der Wissenschaft noch im Alltag klar zwischen Religion und Religiosität unterscheidet. Um die daraus resultierenden Kommunikationsschwierigkeiten und Verdächtigungen in Religion und Gesellschaft klarer analysieren zu können, wurde der Ausdruck Credition eingeführt. Der Ausdruck eignete sich als Kristallisationspunkt für das globale und interdisziplinäre Credition Research Project. Seit 2011 ist Angel zusammen mit dem Neurologen Rüdiger J. Seitz (Heinrich-Heine Universität Düsseldorf) Leiter dieses Projekts. Dessen Ziel ist es, ein tieferes Verständnis für jene inneren Vorgänge zu entwickeln, die zu individuellen und kollektiven Glaubensvorstellungen führen. Mittlerweile werden mit Credition die zentralen Vorgänge im Gehirn bezeichnet, die Glauben hervorbringen. Creditionen sind nicht religiös, spielen aber im Kontext von Religionen eine große Rolle. 2021 wurde von der Heinrich-Heine Universität im Schloss Herrenhausen der von der Volkswagen-Stiftung geförderte 10-jährige Jubiläumskongress Creditions – An interdisciplinary challenge veranstaltet. Dabei zeigte sich das mittlerweile international und interdisziplinär breit gestreute Interesse an der Creditionenforschung. Die von Frontiers in Psychology herausgegebene Publikation Credition - An Interdisciplinary Approach to the Nature of Beliefs and Believing konnte in kürzester Zeit über 100.000 Zugriffe verzeichnen. Creditionen haben für Individuen und Gesellschaften eine enorme Bedeutung, wobei sie allerdings auch (klinische) Störungen aufweisen können. Zu den wissenschaftlichen Anliegen Angels gehört, dass ein Bewusstsein für die Bedeutung von Creditionen auch im globalen religiösen und interreligiösen Kontext wächst. Vor diesem Hintergrund ist Angel bestrebt, dass die mit der Existenz von Creditionen einhergehenden Herausforderungen und Chancen nicht nur in Religionswissenschaft und Religionspsychologie berücksichtigt, sondern zumindest zukünftig auch von Theologie und Religionspädagogik aufgegriffen und die entsprechenden Forschungen weitergeführt werden.
Das Credition Research Project besteht aus drei Forschungssträngen: Grundlagenforschung (basic research), Anwendungsforschung (applied research) und Implementierungsforschung (implementation research). In der Grundlagenforschung wurde das Neurale Creditionen-Model (neural credition model) entwickelt, in der Anwendungsforschung das Kommunikationsmodell Credition (communication model of credition). Im Rahmen der Implementierungsforschung dient die Errichtung von CreditionLabs dem Anliegen, das theoretische Wissens über Creditionen strukturell zu implementieren sowie die Anwendung des Kommunikationsmodells Credition praktisch zu erproben. Im Jahre 2018 wurde von Hans-Ferdinand Angel und Horst Bischof, dem Vizerektor für Forschung an der Technischen Universität Graz das erste CreditionLab eröffnet. Es steht unter der Leitung von Hannes Hick (Institut für Maschinenelemente und Entwicklungsmethodik) und richtet das Interesse auch auf die Verbindung von Maschine-Faktor Mensch-Credition.
Im Herbst 2023 übernahm Wolfgang Weirer die Nachfolge von Hans-Ferdinand Angel in der Funktion als Lehrstuhlinhaber. Die Fortführung des Credition Research Project wurde sichergestellt, indem es an die Naturwissenschaftliche Fakultät der Universität Graz transferiert und auf diese Weise strukturell am Universitätsstandort Graz neu positioniert wurde. Die Koordination des Grazer Headquarters übernahm Aljoscha Neubauer (Lehrstuhl für Differentielle Psychologie). Eine erneute Ausweitung des Credition Research Project erfolgte durch die Etablierung eines zweiten CreditionLab an der Medizinischen Universität Graz. Es wurde im April 2024 von Hans-Ferdinand Angel zusammen mit Andrea Kurz, der Rektorin der Medizinischen Universität Graz und Nina Dalkner, der Leiterin des medizinischen CreditionLab, eröffnet. Seine Errichtung war Folge einer jahrelangen breitgefächerten Beteiligung der Klinischen Abteilung für Psychiatrie und Psychotherapeutische Medizin sowie der Klinischen Abteilung für Medizinische Psychologie, Psychosomatik und Psychotherapie am Credition Research Project, die während der COVID-19-Pandemie – auch hinsichtlich der Bedeutung von Glaubensvorgängen im Blick auf die Impfthematik – nochmals weiter ausgebaut worden war.
Seit 2024 ist Angel Mitglied der internationalen Lancet Commission on Neurorehabilitation.

## Veröffentlichungen (Auswahl)
Schriftenverzeichnis: Uni Graz
- Zusammen mit Martin Bröking-Bortfeldt, Ulrich Hemel, Monika Jakobs u. a. (Hrsg.): Religiosität. Anthropologische, theologische und sozialwissenschaftliche Klärungen. Kohlhammer, Stuttgart 2006, ISBN 3-17-019326-0.
- Zusammen mit Lluis Oviedo, Ray Paloutzian, Anne RC Runehov, Rüdiger J. Seitz (Hrsg.): Process of Believing: The Acquisition, Maintenance, and Change in Creditions. Springer, New York 2017, ISBN 978-3-319-50922-8
- Zusammen mit Lluis Oviedo und Sara Lumbreras (Hrsg.): The Human Factor in Designing Sustainable Systems. Special issue. In: Sustainability - section: Energy Sustainability. Link: https://www.mdpi.com/journal/sustainability/special_issues/Human_Factor
- Credition. Fluides Glauben. Deutscher Wissenschaftsverlag, Baden-Baden 2022. ISBN 978-3-86888-188-2
- Zusammen mit Rüdiger Seitz, Raymond Paloutzian und Ann Taves (Hrsg.): Credition -an interdisciplinary approach to the nature of beliefs and believing https://www.academia.edu/119826111/Credition_an_interdisciplinary_approach_to_the_nature_of_belie